# Список национальных парков Аргентины
Список национальных, природных парков и заказников на территории Аргентины.

## Северо-восток
- Чако (Parque Nacional Chaco)
- Игуасу (Parque Nacional Iguazú) — объект ЮНЕСКО
- Мбурукуйа (Parque nacional Mburucuyá)
- Рио-Пилькомайо (Parque nacional Río Pilcomayo)

## Северо-запад
- Бариту (Parque nacional Baritú)
- Калилегуа (Parque nacional Calilegua)
- Кампо-де-лос-Алисос (Parque nacional Campo de los Alisos)
- Копо (Parque Nacional Copo)
- Эль-Рей (Parque nacional El Rey)
- Лос-Кардонес (Parque nacional Los Cardones)

## Центр
- Кампос-дель-Тую (Parque nacional Campos del Tuyu)
- Эль-Пальмар (Parque nacional El Palmar)
- Острова Санта-Фе (Parque nacional Islas de Santa Fé)
- Предельта (Parque nacional Predelta)
- Кебрада-дель-Кондорито (Parque nacional Quebrada del Condorito)

## Куйо
- Эль-Леонсито (Parque nacional El Leoncito)
- Сан-Гильермо (Parque nacional San Guillermo)
- Сьерра-де-лас-Кихадас (Parque Nacional Sierra de las Quijadas)
- Талампая (Parque Nacional Talampaya) — объект ЮНЕСКО вместе с Исчигуаласто

## Патагония
- Лаго-Пуэло (Parque nacional Lago Puelo)
- Лагуна-Бланка (Parque nacional Laguna Blanca)
- Ланин (Parque Nacional Lanín)
- Лиуе-Калель (Parque nacional Lihué Calel)
- Лос-Алерсес (Parque nacional Los Alerces)
- Лос-Арраянес (Parque Nacional Los Arrayanes)
- Лос-Гласьярес (Parque Nacional Los Glaciares) — объект ЮНЕСКО
- Монте-Леон (Parque nacional Monte León)
- Науэль-Уапи (Parque Nacional Nahuel Huapi)
- Огненная Земля (Parque Nacional Tierra del Fuego)
- Перито-Морено (Parque Nacional Perito Moreno)